# Færing
El færing es una embarcación abierta con dos pares de remos, muy común en la tradición de construcción naval en el oeste y norte de Escandinavia. La palabra færing viene del noruego (del nórdico antiguo feræringr), que significa literalmente «cuatro remos». Estas embarcaciones se construyen con casco trincado, con tablones traslapados y remachados juntos para formar el casco. Se usan como pequeños barcos de pesca en áreas de Noruega, y ocasionalmente en competiciones. Los færing pueden llevar una pequeña vela, normalmente cuadrada, además de remos.
Este tipo de embarcación tiene una historia que se remonta a la era vikinga en Escandinavia. Las naves del siglo IX encontradas junto al barco de Gokstad se parecen bastante a las usadas actualmente en la Noruega occidental y septentrional, lo que confirma la larga tradición nórdica en la construcción de este tipo de naves y los fuertes vínculos con la mar. La única diferencia significativa era la construcción del timón, que en origen se posicionaba lateralmente y hoy día se sitúa en la popa.  